# المهرجان العالمي للسينما بالصحراء الغربية

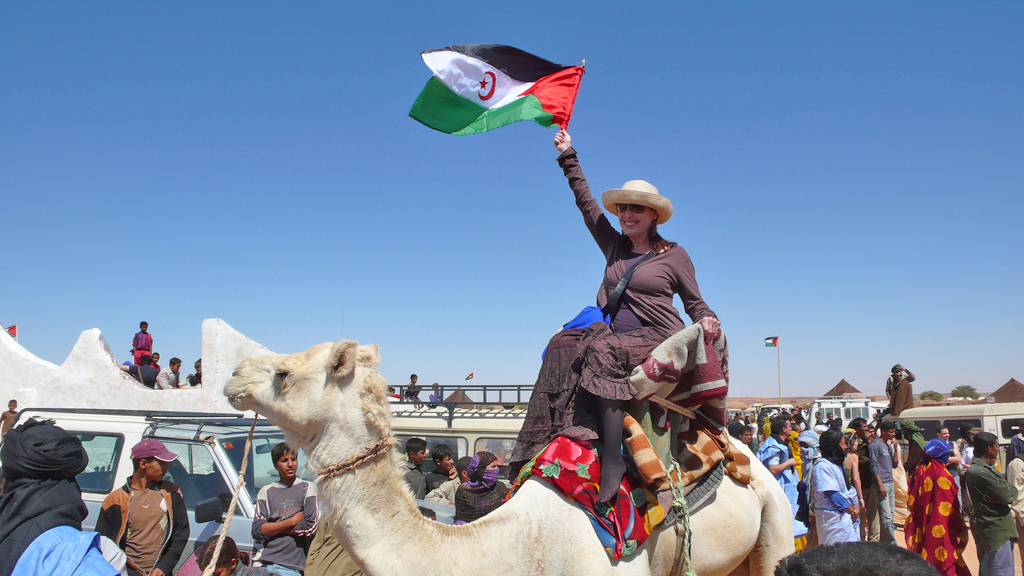
الممثلة الاسبانية فيرونيكا فوركي في المهرجان نسخة 2007.

المهرجان العالمي للسينما بالصحراء الغربية، هو حدث سنوي يقام في مخيمات اللاجئين الصحراويين، في الركن الجنوبي الغربي من الجزائر، بالقرب من الحدود مع الصحراء الغربية. يعتبر المهرجان هو المهرجان السينمائي الوحيد في العالم الذي يُقام في مخيم للاجئين . نظم المهرجان الأول المخرج السينمائي البيروفي خافيير كوركويرا .
أُقيمت الدورة في سنواتها الثلاث الأولى بالتناوب بين ولاية السمارة، وولاية أوسرد، وولاية العيون. ويُقام المهرجان منذ عام 2007 في ولاية دجلة. ويحظى هذا الحدث بدعم جبهة البوليساريو، ولكنه يتلقى تنظيم وتمويل إلى حد كبير من قبل العديد من المتبرعيم من إسبانيا، القوة الاستعمارية السابقة في الصحراء الغربية. اجتذب المهرجان دعمًا من مشاهير السينما الإسبانية، بما في ذلك بينيلوبي كروز ، وخافيير بارديم ، وبيدرو ألمودوفار، وموسيقيون مثل فيرمين موغوروزا،  ومانو تشاو، وماكاكو، وإيفان فيريرو، وإل تشوجين، وتوماسيتو، حيث قاموا بإحياء حفلات موسيقية خلال المهرجان.
ويوصف المهرجان بأنه مبادرة لتقديم الفيلم كشكل ترفيهي وثقافي لآلاف الصحراويين الذين يعيشون في الصحراء الجزائرية. ويهدف أيضًا إلى توفير الترفيه الثقافي والفرص التعليمية للاجئين.
وفي عام 2010، وُقعت اتفاقية توأمة بين المهرجان العالمي للسينما بالصحراء الغربية ومهرجان سان سيباستيان لأفلام حقوق الإنسان.

## الفائزون بالجمل الأبيض
الجمل الأبيض هي الجائزة الكبرى للمهرجان، وتُمنح لأفضل فيلم عن طريق انتخاب المشاهدين. تتكون الجائزة من ناقة بيضاء، يُتبرع بها تقليديًا لعائلة اللاجئين التي تستضيف الممثلين أو مخرج الفيلم الفائز خلال المهرجان. ويحصل الفائزون على كأس يصور جملاً أبيض ووردة الصحراء .
| سنة  | تاريخ             | فيلم                                | جنسية                                        | مخرج               |
| ---- | ----------------- | ----------------------------------- | -------------------------------------------- | ------------------ |
| 2003 | 20-23 نوفمبر      | الغابة الحية                        | اسبانيا                                      | أنجيل دي لا كروز   |
| 2003 | 20-23 نوفمبر      | الغابة الحية                        | اسبانيا                                      | مانولو جوميز       |
| 2004 | ديسمبر (لم يقام)  | لا يوجد                             | لا يوجد                                      | لا يوجد            |
| 2005 | 3-6 مارس          | مدام برويت                          | السنغال · فرنسا · i كندا                     | موسى سيني عبسة     |
| 2006 | 5-9 أبريل         | قصة الجمل الباكي                    | منغوليا · ألمانيا                            | بيامباسورين دافا   |
| 2006 | 5-9 أبريل         | قصة الجمل الباكي                    | منغوليا · ألمانيا                            | لويجي فارلوني      |
| 2007 | 10-15 أبريل       | أزور وأسمر: مهمة الأمراء            | فرنسا · بلجيكا · إسبانيا ايطاليا             | ميشيل اوسلوت       |
| 2008 | 17-20 أبريل       | إنه عالم حر...                      | المملكة المتحدة                              | كين لوتش           |
| 2009 | 5-10 مايو         | تشي: الجزء 2                        | الولايات المتحدة الأمريكية · إسبانيا · فرنسا | ستيفن سودربيرج     |
| 2010 | 26 أبريل - 2 مايو | المشكلة                             | إسبانيا                                      | جوردي فيرير        |
| 2010 | 26 أبريل - 2 مايو | المشكلة                             | إسبانيا                                      | بابلو فيدال        |
| 2011 | 2-8 مايو          | انتريلوبوس                          | إسبانيا · ألمانيا                            | جيراردو أوليفاريس  |
| 2012 | 1-6 مايو          | أبناء الغيوم: المستعمرة الأخيرة     | إسبانيا                                      | ألفارو لونجوريا    |
| 2013 | 8-13 أكتوبر       | مايبوي آي                           | جنوب إفريقيا                                 | ميلي معبل          |
| 2014 | 29 أبريل – 4 مايو | ليجنا: حبلة الظهر الصحراوي          | الصحراء الغربية · إسبانيا                    | خوان روبلز         |
| 2014 | 29 أبريل – 4 مايو | ليجنا: حبلة الظهر الصحراوي          | الصحراء الغربية · إسبانيا                    | بهية عواه          |
| 2014 | 29 أبريل – 4 مايو | ليجنا: حبلة الظهر الصحراوي          | الصحراء الغربية · إسبانيا                    | خوان كارلوس جيمينو |
| 2015 | 28 أبريل - 3 مايو | جرانيتو: كيفية التغلب على الدكتاتور | الولايات المتحدة الأمريكية                   | باميلا ييتس        |
| 2016 | 11-16 أكتوبر      | لادجواد                             | الصحراء الغربية                              | ابراهيم الشقاف     |
| 2022 | 11-16 أكتوبر      | وانبيك، الشعب الذي يعيش أمام أرضه   | الجزائر                                      | رابح سليماني       |

## بلد الضيف
يختار المهرجان في بعض السنوات دولة لتكون ضيفًا في الحدث. في مثل هذه الحالات، يتم عرض أفلام من البلد الضيف، وتقام الأحداث ذات الصلة إلى جانب العروض الأخرى في المهرجان.
| سنة  | البلد الضيف/القارة |
| ---- | ------------------ |
| 2006 | كوبا               |
| 2009 | الجزائر            |
| 2010 | جنوب إفريقيا       |
| 2011 | فنزويلا            |
| 2012 | المكسيك            |
| 2013 | الولايات المتحدة   |
| 2014 | جنوب إفريقيا       |

## روابط خارجية
- الهدف FiSahara Donostia.org – كتاب من 24 صفحة عن FiSahara، مع نصوص لخوان كارلوس إيزاجيري، إدواردو جاليانو ، بول لافيرتي ، خافيير كوركويرا، خافيير بارديم وآخرين.
- الصحراء الغربية: ثورة السينما أو سينما الثورة بقلم ديفيد بوليرو ريال باللغة الإسبانية
- مجلة بروسبكت – معاينة المدونات لـ FISahara السادس